# Parametri orbitali di Europa
Europa è uno dei principali satelliti naturali di Giove, che il cui semiasse maggiore dell'orbita misura 5,20 unità astronomiche. Il periodo orbitale di Giove misura 4 333,2867 giorni , corrispondente a 11,863 892 anni terrestri. 

## Orbita
L'orbita percorsa da Europa può essere descritta attraverso i parametri orbitali seguenti:
- Semiasse maggiore: 671 034 km
- Perigiovio: 664 700 km
- Apogiovio: 677 300 km
- Eccentricità orbitale: 0,0094
- Circonferenza orbitale: 4 216 100 km
- Periodo orbitale: 3,551181041 giorni (3 giorni, 13 ore, 13 minuti e 42 secondi)
- Inclinazione orbitale (inclinazione sull'eclittica): 1,79°
- Inclinazione orbitale (inclinazione rispetto all'equatore di Giove): 0,47°

Europa gira attorno a Giove in circa tre giorni e mezzo, e segue un'orbita quasi completamente circolare (con una eccentricità di appena 0,0094), e con un raggio medio di 670 900 km, (al perigiovio 664 700 km, all'apogiovio 677 300 km); la circonferenza orbitale risulta di 4 216 100 km e viene percorsa in 3,551181041 giorni (3 d 13 h 13 min 42 s); con una velocità di 13 613 m/s (minima) e 13 871 m/s (massima); l'inclinazione sull'eclittica è di 1,79°, e rispetto all'equatore di Giove di 0,47°.
A causa della leggera eccentricità della sua orbita, mantenuta dai disturbi generati dagli altri satelliti medicei, la distanza da Giove oscilla attorno ad un valore medio. Europa è forzata ad assumere una forma leggermente allungata verso Giove dalla forza gravitazionale del gigante gassoso; ma al variare della distanza dal pianeta, varia l'entità dello spostamento superficiale. In questo modo, una piccola parte dell'energia di rotazione di Giove si dissipa su Europa (riscaldamento mareale), che acquista calore. Questo processo avrebbe permesso la conservazione di un oceano liquido al di sotto della superficie ghiacciata del satellite.

La risonanza orbitale dei satelliti di Giove: Ganimede, Europa e Io.

## Rotazione
Come tutti i Satelliti medicei Europa è in rotazione sincrona con Giove, con un emisfero del satellite costantemente rivolto verso il pianeta e un punto sulla sua superficie dal quale Giove appare allo zenit. Il meridiano fondamentale del satellite passa per questo punto.